# Ranguevaux
Ranguevaux település Franciaországban, Moselle megyében. Lakosainak száma 901 fő (2022. január 1.). Ranguevaux Fameck, Hayange, Moyeuvre-Grande, Moyeuvre-Petite, Neufchef, Rosselange és Vitry-sur-Orne községekkel határos.

## Népesség
A település népessége az elmúlt években az alábbi módon változott:
| Lakosok száma | 791  | 752  | 786  | 767  | 821  | 852  | 828  | 847  | 883  | 901  |
|               | 1968 | 1990 | 2006 | 2011 | 2015 | 2016 | 2018 | 2019 | 2021 | 2022 |